# Atheriniformes
L'ordine degli Atheriniformes, comprende molte specie di pesci appartenenti al superordine Acanthopterygii.

## Descrizione
Gli Atheriniformes hanno aspetto relativamente difforme gli uni dagli altri e si distinguono soprattutto per caratteri scheletrici. Hanno due pinne dorsali, delle quali la prima può essere secondariamente perduta. I raggi spiniformi sono deboli, presenti nella prima dorsale e, in numero di uno, nella pinna anale. La linea laterale è ridotta o assente.

## Distribuzione e habitat
L'ordine è cosmopolita con l'eccezione delle aree polari, degli oceani aperti e delle parti profonde dei mari. Tra gli Atheriniformes ci sono specie marine costiere e dulcacquicole. Molte specie sono legate alle acque salmastre.

## Tassonomia
L'ordine è diviso in due sottordini e comprende ad oggi (2021) 11 famiglie.

### Sottordine Atherinopsoidei
- Atherinopsidae
- Notocheiridae

### Sottordine Atherinoidei
- Atherinidae
- Atherionidae
- Bedotiidae
- Dentatherinidae
- Isonidae
- Melanotaeniidae
- Phallostethidae
- Pseudomugilidae
- Telmatherinidae